# Flachslanden
Flachslanden település Németországban, azon belül Bajorországban. Lakosainak száma 2434 fő (2023. december 31.). Flachslanden Obernzenn és Lehrberg községekkel határos.

## Népesség
A település népessége az elmúlt években az alábbi módon változott:
| Lakosok száma | 680  | 1221 | 1705 | 2236 | 2340 | 2338 | 2322 | 2358 | 2342 | 2434 |
|               | 1875 | 1950 | 1975 | 1987 | 2012 | 2014 | 2016 | 2017 | 2021 | 2023 |